# 高市早苗
高市早苗（日语：／ Takaichi Sanae ?，1961年3月7日—），日本女性政治人物，日本自由民主黨員。出身於奈良縣奈良市。共當選9屆日本眾議院議員。丈夫山本拓也是眾議院議員。
歷任內閣府特命擔當大臣（沖繩及北方對策、科學技術政策、食品安全、創新、少子化・男女共同參與）、經濟產業副大臣、自民黨政務調查會長、總務大臣等職務。總務大臣的在任期間是歷代最長（兩次在位共1438日）。她主張修改日本國憲法第九條，把日本自衛隊改名為如正常國家般的「國防軍」，認為參拜靖國神社是個人自由及選擇。中國大陆媒體因而稱其為日本政壇“最右翼的政治家”或極右翼政治人物。

## 生平
高市早苗父亲在丰田关联公司工作，母亲是警察。虽然被庆应大学和早稻田大学录取，但是父母为了节约学费供弟弟上学，让她最后前往國立的神户大学。毕业后前往美国，在民主党女众议员帕特·施罗德手下实习一年。曾推荐过研究希特勒的书籍《希特勒选举战略》。2014年，因与日本新法西斯政党国家社会主义日本劳动者党领导人、纳粹大屠杀否认者山田一成合影而引发争议。
高市曾參選2021年自由民主黨總裁選舉，但敗於岸田文雄。2022年8月10日出任內閣府特命擔當大臣、經濟安全保障担当大臣。
2024年9月9日，高市宣布參選自由民主黨總裁選舉。9月27日投票當天，高市在第一輪投票當中得票第一，但因未有候選人得票過半，需與得票第二的石破茂一起進入第二輪選舉，最終在第二輪投票中敗給石破茂。石破當選後欲邀請高市擔任自民黨總務會長，但被高市本人拒絕。

## 政策主張
高市主要在2021年之前進行如下提倡及活動。
修改日本憲法，刪除放棄戰爭等條款，並明示國防軍
因日本存在《外国国章损坏罪》却没有关于损坏本国国章行为的法律，主張損壞日本國旗行爲應與損壞外國國旗行爲相同处罚。
關於皇位繼承問題，維持男系男性的繼承，支持舊宮家的皇籍復歸，反對女宮家、女系天皇。
對於福利，要減少過度結果平等，推進機會平等。阻止社會保障的不正當供求。
在經濟方面，積極向尖端技術等增長產業進行財政投資。推進與外國的自由貿易。
對稅制廢除所得稅累進稅。將來對企業和金融進行增稅。
在教育方面，重視實學，在義務教育方面進行編程教育，擴充高等專科學校、專科學校。
在安全保障方面，增加防衛費，推進有關攻擊敵方基地能力的法律整頓。充實網絡安全。
對於歷史觀，她繼續參拜靖國神社，並對村山談話持否定態度。
推進對暴力、色情等有害表現的限制。修改了兒童賣淫、兒童色情限制法。
對於家庭觀，反對選擇性夫婦別姓，主張擴大舊姓（通稱）利用。

### 國家觀
高市將國民的生命和財產、國土和資源、國家主權（獨立統治權）和名譽列爲守護對象，並表明這是國家的終極使命。
以所有國旗都要平等、尊重對待為由，起草了《刑法部分修訂案》，新設損害日本國旗等罪，其中包括与損害外国國旗行爲完全同等的刑罰，要求修改刑法，並於2021年1月與保守團結會全體成員一起向政務調查會長下村博文提交了請願書。

### 贊成修改憲法
她強烈要求修改憲法。爲了盡到對生活在現在的日本人和下一代的責任，以制定符合時代需求的'新日本國憲法'爲目標。
作爲修改內容，主張刪除現行憲法第9條中的日本不保留戰鬥力、不保留交戰權條款。
對於自民黨在2012年制定的改憲草案（外部網頁），她評價說比2021年現在的自民黨草案要好。
作爲需要修改憲法的項目，列舉了緊急事態條款、放棄戰爭和自衛隊、其他等。
對日本憲法，以在第二次世界大戰中日本投降後被聯合國佔領的時期制定該憲法爲根據，主張要全部修改。
就根據憲法限制國家權力的（立憲主義）問題，她呼籲修改憲法的必要性說每次進行議員立法工作時，都受到日本憲法的制約。

### 反對女系天皇
高市反對女系天皇。對於皇位繼承問題，她主張萬世一系這一兩千多年的傳統是天皇「權威和正統性」的源泉，並主張應該通過讓舊皇族的男系男子回到皇籍或領養來維持男系繼承。
但其2006年曾主張雖然不反對「女性天皇」，但是如果容忍「女系天皇」的話，將來天皇陛下的直系祖先中女系和男系都有可能来自民間，正確繼承的第一代天皇的Y1染色體將會中斷。

### 安保政策

#### 自衛隊的更名和軍費的增加
高市於2021年主張，應將自衛隊更名爲國防軍，並根據防衛費的增加，推進先進裝備的調配及研究開發。

#### 擁有攻擊敵方基地的能力
2021年，她主張應該使在導彈防禦方面暫時喪失敵國基地功能的攻擊成爲可能。
在進入戰爭狀態時，她曾於2021年說過重要的是首先摧毀敵方基地。

#### 堅持非核三原則
對於日本的核武裝，她曾在2012年及2017年表示這無可爭議的，必然要堅持無核三原則。

#### 日美地位協定
對於圍繞駐日美軍犯罪問題提出的《美日地位協定》修改論，她於2008年提出慎重的意見說預計會出現困難的情況。
高市指出在和日本一樣是美國同盟國的德國和韓國，美國處於更高的地位，自衛隊隊員在海外派遣地成爲嫌疑人時，根據《聯合國軍地位協定》，日本也擁有刑事審判權。

#### 修改自衛隊法
高市主張修改《自衛隊法》，使在外國保護在外國日本人避難成爲可能，並提出了法案。

### 網路安全
高市在網絡安全方面造詣很深，提倡新設信息通信省網絡安全廳。
作爲負責通信政策的總務大臣，高市把針對日本的網絡攻擊的對策作爲畢生的事業提出。首先，作爲經濟政策與通信政策的兩立，提出了中小企業製作銷售IOT機器時需要數百萬日元成本的穿透深度測試輔助方案。其次在日後的戰爭中，衛星、電子波、網絡、無人飛機等有可能成爲决定因素。裝備無力化不僅包括導彈等直接攻擊，還包括強力的電子波和網絡攻擊。

### 反對外國人擁有參政權
高市明确反對賦予外國人參政權。
2010年1月，總務大臣原口一博就賦予在日韓僑外國人參政權問題，以過去日本強行帶走韓半島人民爲由，提出了討論的意見，對此高市在同年3月的第174屆國會上提出了異議。
高市在介紹當時日本政府的見解時主張：1959年當時留在日本的61萬多名在日韓僑中，徵用勞務者只有245人，在日韓僑是根據自己的自由意志留在日本或出生於日本，日本政府違反本人的意志留在日本的朝鮮人除了罪犯以外，沒有一人。

### 反對同性婚姻合法化
對於同性結婚，她於2017年表示無論如何都反對。并在2020年對同性情侶進行了以有必要區別於異性（男女）情侶爲宗旨的說明。

## 選舉紀錄
| 年度 | 選舉屆數                     | 選舉區             | 所屬政黨   | 得票數    | 得票率  | 當選標記           | 備註 |
| ---- | ---------------------------- | ------------------ | ---------- | --------- | ------- | ------------------ | ---- |
| 1992 | 第16屆日本參議院議員通常選舉 | 奈良縣選舉區       | 無黨籍     | 159,274   | 30.15%  |                    |      |
| 1993 | 第40屆日本眾議院議員總選舉   | 奈良縣眾議員選舉區 | 無黨籍     | 131,345   | 17.69%  |                    |      |
| 1996 | 第41屆日本眾議院議員總選舉   | 奈良縣第1區        | 新進黨     | 60,507    | 37.00%  |                    |      |
| 2000 | 第42屆日本眾議院議員總選舉   | 近畿比例代表區     | 自由民主黨 | 2,185,236 | 23.67％ | 排名第一           |      |
| 2003 | 第43屆日本眾議院議員總選舉   | 奈良縣第1區        | 自由民主黨 | 65,538    | 39.70%  |                    |      |
| 2005 | 第44屆日本眾議院議員總選舉   | 奈良縣第2區        | 自由民主黨 | 92,096    | 44.53%  |                    |      |
| 2009 | 第45屆日本眾議院議員總選舉   | 奈良縣第2區        | 自由民主黨 | 94,879    | 44.71%  | 未當選             |      |
| 2009 | 第45屆日本眾議院議員總選舉   | 近畿比例代表區     | 自由民主黨 | 4,733,415 | 42.41％ | 雙重提名而「復活」 |      |
| 2012 | 第46屆日本眾議院議員總選舉   | 奈良縣第2區        | 自由民主黨 | 86,747    | 46.71%  |                    |      |
| 2014 | 第47屆日本眾議院議員總選舉   | 奈良縣第2區        | 自由民主黨 | 96,218    | 61.31%  |                    |      |
| 2017 | 第48屆日本眾議院議員總選舉   | 奈良縣第2區        | 自由民主黨 | 124,508   | 60.08%  |                    |      |
| 2021 | 第49屆日本眾議院議員總選舉   | 奈良縣第2區        | 自由民主黨 | 141,858   | 64.64%  |                    |      |
| 2024 | 第50屆日本眾議院議員總選舉   | 奈良縣第2區        | 自由民主黨 | 128,554   | 60.19%  |                    |      |

## 外部連結
- 官方網站
- 高市早苗的Facebook專頁
- 高市早苗的Instagram帳戶
- 高市早苗的X（前Twitter）

| 議會席位                                     | 議會席位                                                  | 議會席位                                   |
| -------------------------------------------- | --------------------------------------------------------- | ------------------------------------------ |
| 前任： 新設                                  | 眾議院文部科學委員長 2001年—2002年                        | 繼任： 河村建夫                            |
| 官衔                                         |                                                           |                                            |
| 前任： 新藤義孝                              | 總務大臣 第18、19代：2014年—                              | 繼任： 現任                                |
| 前任： 小池百合子                            | 特命擔當大臣（沖繩及北方對策） 第8代：2006年—2007年       | 繼任： 岸田文雄                            |
| 前任： 豬口邦子                              | 特命擔當大臣（少子化、男女共同參與） 第2代：2006年—2007年 | 繼任： 上川陽子（分割）                    |
| 前任： 松田岩夫                              | 特命擔當大臣（科學技術政策） 第9代：2006年—2007年         | 繼任： 岸田文雄                            |
| 前任： 松田岩夫                              | 特命擔當大臣（食品安全） 第7代：2006年—2007年             | 繼任： 泉信也                              |
| 前任： 創設                                  | 特命擔當大臣（創新） 初代：2006年—2007年                  | 繼任： 廃止                                |
| 前任： 新藤義孝、中野正志 古屋圭司、大島慶久 | 經濟產業副大臣 2008年—2009年 2002年—2003年                | 繼任： 增子輝彥、松下忠洋 坂本剛二、泉信也 |
| 政党职务                                     |                                                           |                                            |
| 前任： 甘利明                                | 自由民主黨政務調查會長 第55代：2012年—2014年              | 繼任： 稻田朋美                            |